# Kefar Kanna
Kefar Kanna (hebr. כפר כנא; arab. كفر كنا; ang. Kafr Kanna) – samorząd lokalny położony w Dystrykcie Północnym, w Izraelu.

## Położenie
Miejscowość jest położona na wysokości od 180 do 320 metrów n.p.m. na północno-wschodnim skraju masywu górskiego Hare Nacerat (ok. 400 m n.p.m.) w Dolnej Galilei, w północnej części Izraela. Na południe od miejscowości teren wznosi się na górę Har Jona (573 m n.p.m.), natomiast na północy opada do Doliny Bikat Turan. Przepływa nią strumień Jiftahel. W jej otoczeniu jest miasto Nacerat Illit, miejscowości Turan, Maszhad i Ein Mahil, moszawy Ilanijja i Sede Ilan, kibuce Bet Rimmon i Bet Keszet, wieś komunalna Hosza’aja, oraz arabska wioska Rummat al-Hajb. Na zachód od miejscowości jest strefa przemysłowa Cippori, a na północnym wschodzie szkoleniowa baza wojskowa Chawat Ha-Szomer. Miejscowość należy do obszaru metropolitalnego Nazaretu.
Kefar Kanna jest położona w Poddystrykcie Jezreel, w Dystrykcie Północnym Izraela.

## Historia
Pierwotne grodzisko istniało w tym miejscu już w XIV wieku p.n.e. Żydowski historyk Józef Flawiusz wspomina, że mieszkał w wiosce Kana. Wykopaliska archeologiczne dowodzą, że co najmniej do I wieku n.e. istniała tutaj żydowska osada. W czasie wojny żydowsko-rzymskiej miasto zostało ufortyfikowane. Zostali tu pochowani słynni rabini Abba ben Joseph bar Ḥama i Rav Huna, a w pobliżu jest grób rabina Szymona ben Gamliela II. W okresie bizantyjskim w Kanie istniała coraz większa społeczność chrześcijańska. Zgodnie z chrześcijańską tradycją osada jest identyfikowana z biblijną miejscowością Kana Galilejska. Miejscowi chrześcijanie wierzą, że jest to miejsce gdzie Jezus Chrystus dokonał cudu przemiany wody w wino. Istnieje jednak w tej sprawie wiele sprzecznych opinii. Według innych, zdarzenie to miało miejsce w libańskiej wiosce Kana. Tak czy inaczej, od VI wieku istniał tutaj już kościół, pod którego podłogą odkryto mozaikę podłogową synagogi z IV wieku. W kolejnych wiekach miasteczko mocno podupadło i przekształciło się w wioskę zamieszkałą przez Arabów. Znajdował się tutaj punkt postoju karawan podróżujących z Damaszku do Egiptu. Według przeprowadzonego w 1555 roku spisu ludności, w Kanie mieszkało 375 rodzin chrześcijańskich i 65 rodzin żydowskich (niektórzy z nich byli Żydami wypędzonymi z Hiszpanii). Prawdopodobnie w XVII wieku nastąpił koniec istnienia tutejszej społeczności żydowskiej. W 1879 roku na ruinach kościoła z VI wieku wybudowano nowy kościół.
Po I wojnie światowej w 1918 roku Kefar Kanna wraz z całą Palestyną przeszła pod panowanie Brytyjczyków. Utworzyli oni w 1921 roku Brytyjski Mandat Palestyny. W poszukiwaniu skutecznego rozwiązania narastającego konfliktu izraelsko-arabskiego w dniu 29 listopada 1947 roku została przyjęta Rezolucja Zgromadzenia Ogólnego ONZ nr 181. Zakładała ona między innymi, że wioska Kefar Kanna miała znaleźć się w granicach nowo utworzonego państwa arabskiego. Arabowie odrzucili tę Rezolucję i dzień później doprowadzili do wybuchu wojny domowej w Mandacie Palestyny. W trakcie jej trwania rejon wioski zajęły siły Arabskiej Armii Wyzwoleńczej, które paraliżowały żydowską komunikację w rejonie. Kefar Kanna była jedną z głównych baz arabskich milicji, paraliżujących żydowską komunikację w Galilei. Podczas I wojny izraelsko-arabskiej w trakcie operacji „Dekel” w dniu 14 lipca 1948 roku wioskę zajęły wojska izraelskie. W odróżnieniu od wielu wiosek w Galilei, Izraelczycy nie wysiedlili jednak mieszkańców Jafy. Dzięki temu zachowała ona swoją arabską tożsamość. W 1968 roku otrzymała status samorządu lokalnego.
W 1976 roku doszło tutaj do gwałtownych arabskich protestów przeciwko konfiskatom ziem prowadzonych przez izraelskie władze. Podczas zamieszek w Kefar Kannie zginął jeden mieszkaniec.

## Demografia
Zgodnie z danymi Izraelskiego Centrum Danych Statystycznych w 2013 roku w Kefar Kannie żyło 20,5 tys. mieszkańców, w tym 89,1% Arabowie muzułmanie i 10,9% Arabowie chrześcijanie. Jest to niewielkie miasteczko, którego populacja charakteryzuje się niewielkim, lecz stałym wzrostem liczebności. Według danych z 2011 roku przyrost naturalny w porównaniu do poprzedniego roku wyniósł 2,4%. W roku tym urodziło się 458 dzieci, a zmarły 405 osoby (odnotowano 2 zgony niemowląt). Według danych za 2010 rok liczba zatrudnionych pracowników wynosiła 7308, a liczba osób pracujących na własny rachunek wynosiła 550. Średnie miesięczne wynagrodzenie w 2010 roku wynosiło 3946 ILS (średnia krajowa 7522 ILS). Zasiłki dla bezrobotnych pobierało 100 osób, w tym 68 mężczyzn (średni wiek: 42 lata). Świadczenia emerytalne oraz rentowe pobierało 719 osób, a zapomogi społeczne 3335 osób.
| Wiek (w latach) | Procent populacji w % |
| --------------- | --------------------- |
| 0 – 4           | 12,2                  |
| 5 – 9           | 12,8                  |
| 10 – 14         | 12,6                  |
| 15 – 19         | 10,9                  |
| 20 – 29         | 14,8                  |
| 30 – 44         | 19,6                  |
| 45 – 59         | 11,5                  |
| 60 – 64         | 2,0                   |
| 65 –            | 3,6                   |

Źródło danych: Central Bureau of Statistics.

## Gospodarka

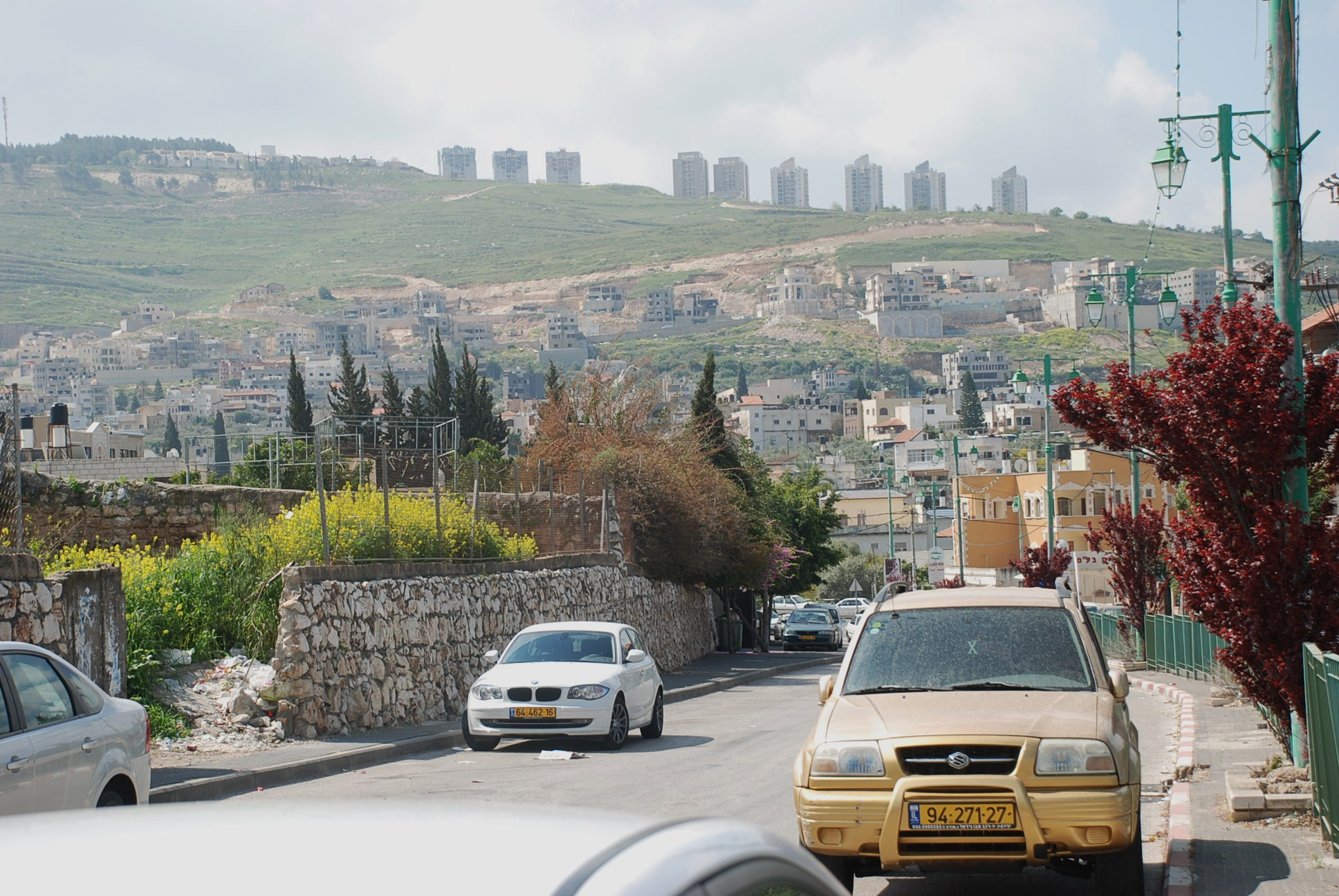
Rozbudowa miasteczka jest ograniczana przez sąsiednie miejscowości żydowskie

Lokalna gospodarka opiera się głównie na handlu i rzemiośle. W północno-zachodniej części miejscowości znajduje się niewielka strefa przemysłowa, jednak wielu mieszkańców znajduje pracę w sąsiedniej strefie przemysłowej Cippori.

## Transport
Przez centrum miejscowości przechodzi droga nr 754, którą jadąc na północny wschód wyjeżdża się na drogę ekspresową nr 77, lub jadąc na południowy zachód na drogę nr 79. W 2011 roku w miejscowości było zarejestrowanych 5512 pojazdów silnikowych, w tym 4142 samochodów osobowych (średnia wieku samochodów prywatnych wynosiła 10 lat). W roku tym w mieście doszło do 25 wypadków drogowych.

## Architektura
Pierwotnie była to wioska rolnicza, jednak wraz ze wzrostem liczebności mieszkańców zaprzestano gospodarki rolnej. Kolejne domy budowano w sposób chaotyczny, bez zintegrowanej infrastruktury, która umożliwiałaby korzystanie z budynków publicznych i usług komunalnych. Trudny teren górski utrudnia budownictwo i spowalnia tworzenie infrastruktury.

## Edukacja
W miejscowości znajduje się pięć szkół podstawowych, jedna prywatna chrześcijańska i jedna szkoła średnia. W 2010 roku uczyło się w nich 5,4 tys. uczniów.

## Religia
Miejscowość jest ważnym punktem pielgrzymek chrześcijańskich do Ziemi Świętej. Wydarzenie cudu w Kanie Galilejskiej upamiętniają dwa kościoły - franciszkański Kościół Wesela w Kannie i prawosławna cerkiew. Dodatkowo franciszkanie opiekują się także Kaplicą św. Bartłomieja. W miejscowości jest jeszcze kościół chrześcijańskiej społeczności melchickiej oraz trzy meczety (Utmana, Abu Bakr i al-Umar). Na obrzeżach miasta znajduje się grób żydowskiego rabina Szymona ben Gamliela, który był przewodniczącym Sanhedrynu w 50 roku. Jego grób jest ważnym miejscem dla żydowskich pielgrzymów.

## Sport
W północno-zachodniej części miasta jest boisko do piłki nożnej. Gra tutaj drużyna Maccabi Kefar Kanna F.C., prowadząca rozgrywki w trzeciej lidze (Liga Artzit).